# British Academy Film Awards 2020

Die Royal Albert Hall, Ort der Veranstaltung in London

Die 73. Verleihung der British Academy Film Awards fand am 2. Februar 2020 in der Royal Albert Hall in London statt, um die besten Filme des Jahres 2019 zu ehren. Die Filmpreise der British Academy of Film and Television Arts (BAFTA) wurden in 24 Kategorien verliehen, hinzu kamen ein Publikumspreis und zwei Ehrenpreise.
Die Nominierungen wurden am 7. Januar 2020 bekanntgegeben. Die Nominierungen für den Rising Star Award erfolgten bereits vorab.
Erfolgreichster Film des Abends wurde Sam Mendes’ Kriegsepos 1917, welches sieben seiner neun Nominierungen in Siege umsetzen konnte, drei davon in den Kategorien Bester Film, Bester britischer Film und Beste Regie. Das Favoritenfeld vor der Verleihung angeführt hatte die Comicverfilmung Joker, die bei elf Nominierungen die Preise in den Kategorien Bester Hauptdarsteller, Beste Filmmusik und der neu eingeführten Kategorie Bestes Casting erhielt. Der koreanische Beitrag Parasite gewann zwei BAFTA Awards in den Kategorien Bester fremdsprachiger Film und Bestes Originaldrehbuch.
| Film                                | N  | A |
| ----------------------------------- | -- | - |
| Joker                               | 11 | 3 |
| Once Upon a Time in Hollywood       | 10 | 1 |
| The Irishman                        | 10 | 0 |
| 1917                                | 09 | 7 |
| Jojo Rabbit                         | 06 | 1 |
| Die zwei Päpste                     | 05 | 0 |
| Little Women                        | 05 | 1 |
| Marriage Story                      | 05 | 1 |
| Für Sama                            | 04 | 1 |
| Parasite                            | 04 | 2 |
| Rocketman                           | 04 | 0 |
| Bombshell – Das Ende des Schweigens | 03 | 1 |
| Judy                                | 03 | 1 |
| Le Mans 66 – Gegen jede Chance      | 03 | 1 |
| Star Wars: Der Aufstieg Skywalkers  | 03 | 0 |
| Bait                                | 02 | 1 |

## Preisträger und Nominierungen

### Bester Film
1917 – Pippa Harris, Callum McDougall, Sam Mendes, Jayne-Ann Tenggren
- Joker – Bradley Cooper, Emma Tillinger Koskoff, Todd Phillips
- Once Upon a Time in Hollywood – David Heyman, Shannon McIntosh, Quentin Tarantino
- Parasite (Gisaengchung) – Bong Joon-ho, Kwak Sin-ae
- The Irishman – Robert De Niro, Emma Tillinger Koskoff, Jane Rosenthal, Martin Scorsese

### Bester britischer Film
1917 – Sam Mendes, Pippa Harris, Callum McDougall, Jayne-Ann Tenggren, Krysty Wilson-Cairns
- Bait – Mark Jenkin, Kate Byers, Linn Waite
- Die zwei Päpste (The Two Popes) – Fernando Meirelles, Jonathan Eirich, Dan Lin, Tracey Seaward, Anthony McCarten
- Für Sama (For Sama) – Waad al-Kateab, Edward Watts
- Rocketman – Dexter Fletcher, Adam Bohling, David Furnish, David Reid, Matthew Vaughn, Lee Hall
- Sorry We Missed You – Ken Loach, Rebecca O’Brien, Paul Laverty

### Beste Regie
Sam Mendes – 1917
- Bong Joon-ho – Parasite (Gisaengchung)
- Todd Phillips – Joker
- Martin Scorsese – The Irishman
- Quentin Tarantino – Once Upon a Time in Hollywood

### Bester Hauptdarsteller
Joaquin Phoenix – Joker
- Leonardo DiCaprio – Once Upon a Time in Hollywood
- Adam Driver – Marriage Story
- Taron Egerton – Rocketman
- Jonathan Pryce – Die zwei Päpste (The Two Popes)

### Beste Hauptdarstellerin
Renée Zellweger – Judy
- Jessie Buckley – Wild Rose
- Scarlett Johansson – Marriage Story
- Saoirse Ronan – Little Women
- Charlize Theron – Bombshell – Das Ende des Schweigens (Bombshell)

### Bester Nebendarsteller
Brad Pitt – Once Upon a Time in Hollywood
- Tom Hanks – Der wunderbare Mr. Rogers (A Beautiful Day In The Neighborhood)
- Anthony Hopkins – Die zwei Päpste (The Two Popes)
- Al Pacino – The Irishman
- Joe Pesci – The Irishman

### Beste Nebendarstellerin
Laura Dern – Marriage Story
- Scarlett Johansson – Jojo Rabbit
- Florence Pugh – Little Women
- Margot Robbie – Bombshell – Das Ende des Schweigens (Bombshell)
- Margot Robbie – Once Upon a Time in Hollywood

### Bestes adaptiertes Drehbuch
Taika Waititi – Jojo Rabbit
- Greta Gerwig – Little Women
- Anthony McCarten – Die zwei Päpste (The Two Popes)
- Todd Phillips, Scott Silver – Joker
- Steven Zaillian – The Irishman

### Bestes Originaldrehbuch
Han Jin-won, Bong Joon-ho – Parasite (Gisaengchung)
- Noah Baumbach – Marriage Story
- Susanna Fogel, Emily Halpern, Sarah Haskins, Katie Silberman – Booksmart
- Rian Johnson – Knives Out – Mord ist Familiensache (Knives Out)
- Quentin Tarantino – Once Upon a Time in Hollywood

### Bestes Casting
Shayna Markowitz – Joker
- Douglas Aibel, Francine Maisler – Marriage Story
- Javier Braier, Barbara Giordani, Nina Gold, Francesco Vedovati, Gabriel Villegas – Die zwei Päpste (The Two Popes)
- Sarah Crowe – David Copperfield – Einmal Reichtum und zurück (The Personal History of David Copperfield)
- Victoria Thomas – Once Upon a Time in Hollywood

### Beste Kamera
Roger Deakins – 1917
- Jarin Blaschke – Der Leuchtturm (The Lighthouse)
- Phedon Papamichael – Le Mans 66 – Gegen jede Chance (Ford vs. Ferrari)
- Rodrigo Prieto – The Irishman
- Lawrence Sher – Joker

### Bestes Szenenbild
Dennis Gassner, Lee Sandales – 1917
- Mark Friedberg, Kris Moran – Joker
- Regina Graves, Bob Shaw – The Irishman
- Nancy Haigh, Barbara Ling – Once Upon a Time in Hollywood
- Nora Sopková, Ra Vincent – Jojo Rabbit

### Bestes Kostümdesign
Jacqueline Durran – Little Women
- Christopher Peterson, Sandy Powell – The Irishman
- Arianne Phillips – Once Upon a Time in Hollywood
- Mayes C. Rubeo – Jojo Rabbit
- Jany Temime – Judy

### Beste Maske(Best Make-up and Hair)
Vivian Baker, Kazuhiro Tsuji, Anne Morgan – Bombshell – Das Ende des Schweigens (Bombshell)
- Naomi Donne, Tristan Versluis – 1917
- Kay Georgiou, Nicole Ledermann – Joker
- Jeremy Woodhead – Judy
- Elizabeth Yianni-Georgiou, Barrie Gower, Tapio Salmi – Rocketman

### Beste Filmmusik
Hildur Guðnadóttir – Joker
- Alexandre Desplat – Little Women
- Michael Giacchino – Jojo Rabbit
- Thomas Newman – 1917
- John Williams – Star Wars: Der Aufstieg Skywalkers (Star Wars: The Rise Of Skywalker)

### Bester Schnitt
Andrew Buckland, Michael McCusker – Le Mans 66 – Gegen jede Chance (Ford vs. Ferrari)
- Tom Eagles – Jojo Rabbit
- Jeff Groth – Joker
- Fred Raskin – Once Upon a Time in Hollywood
- Thelma Schoonmaker – The Irishman

### Bester Ton
Scott Millan, Oliver Tarney, Rachael Tate, Mark Taylor, Stuart Wilson – 1917
- David Acord, Andy Nelson, Christopher Scarabosio, Stuart Wilson, Matthew Wood – Star Wars: Der Aufstieg Skywalkers (Star Wars: The Rise Of Skywalker)
- Matthew Collinge, John Hayes, Mike Prestwood Smith, Danny Sheehan – Rocketman
- David Giammarco, Paul Massey, Steven A. Morrow, Donald Sylvester – Le Mans 66 – Gegen jede Chance (Ford vs. Ferrari)
- Tod A. Maitland, Alan Robert Murray, Tom Ozanich, Dean A. Zupancic – Joker

### Beste visuelle Effekte
Greg Butler, Guillaume Rocheron, Dominic Tuohy – 1917
- Dan DeLeeuw, Daniel Sudick – Avengers: Endgame
- Leandro Estebecorena, Stephane Grabli, Pablo Helman – The Irishman
- Roger Guyett, Paul Kavanagh, Neal Scanlan, Dominic Tuohy – Star Wars: Der Aufstieg Skywalkers (Star Wars: The Rise Of Skywalker)
- Andrew R. Jones, Robert Legato, Elliot Newman, Adam Valdez – Der König der Löwen (The Lion King)

### Bester Animationsfilm
Klaus – Jinko Gotoh, Sergio Pablos
- A Toy Story: Alles hört auf kein Kommando (Toy Story 4) – Josh Cooley, Mark Nielsen
- Die Eiskönigin II (Frozen 2) – Chris Buck, Peter Del Vecho, Jennifer Lee
- Shaun das Schaf – Der Film: UFO-Alarm (A Shaun The Sheep Movie: Farmageddon) – Will Becher, Paul Kewley, Richard Phelan

### Bester britischer animierter Kurzfilm
Grandad Was a Romantic – Maryam Mohajer
- In Her Boots – Kathrin Steinbacher
- The Magic Boat – Naaman Azhar, Lilia Laurel

### Bester britischer Kurzfilm
Learning to Skateboard in a Warzone (If You’re a Girl) – Elena Andreicheva, Carol Dysinger
- Azaar – Nathanael Baring, Myriam Raja
- Goldfish – Hector Dockrill, Laura Dockrill, Harri Kamalanathan, Benedict Turnbull
- Kamali – Rosalind Croad, Sasha Rainbow
- The Trap – Anthony Fitzgerald, Lena Headey

### Bester Dokumentarfilm
Für Sama (For Sama) – Waad al-Kateab, Edward Watts
- American Factory – Steven Bognar, Julia Reichert
- Apollo 11 – Todd Douglas Miller
- Diego Maradona – James Gay-Rees, Asif Kapadia, Paul Martin
- The Great Hack – Karim Amer, Jehane Noujaim

### Bester fremdsprachiger Film
Parasite (Gisaengchung), Südkorea – Bong Joon-ho
- Für Sama (For Sama), Großbritannien, Syrien – Waad al-Kateab, Edward Watts
- Leid und Herrlichkeit (Dolor y gloria), Spanien – Agustín Almodóvar, Pedro Almodóvar
- Porträt einer jungen Frau in Flammen (Portrait de la jeune fille en feu), Frankreich – Bénédicte Couvreur, Céline Sciamma
- The Farewell, USA – Daniele Melia, Lulu Wang

### Bestes Debüt eines britischen Drehbuchautors, Regisseurs oder Produzenten
Mark Jenkin (Drehbuch/Regie), Kate Byers, Linn Waite (Produktion) – Bait
- Waad al-Kateab (Regie/Produktion), Edward Watts (Regie) – Für Sama (For Sama)
- Álvaro Delgado-Aparicio (Drehbuch/Regie) – Retablo
- Alex Holmes (Regie) – Maiden
- Harry Wootliff (Drehbuch/Regie) – Only You

## Publikumspreis

### Beste darstellerische Nachwuchsleistung(EE Rising Star Award)
Micheal Ward
- Awkwafina
- Kaitlyn Dever
- Kelvin Harrison Jr.
- Jack Lowden

## Ehrenpreise

### Academy Fellowship
- Kathleen Kennedy – US-amerikanische Filmproduzentin

### Herausragender britischer Beitrag zum Kino
(Outstanding British Contribution to Cinema)
- Andy Serkis – britischer Schauspieler und Regisseur